# Friedrich Kübler (Politiker)
Friedrich Kübler (* 12. Oktober 1922 in Loffenau; † 1990) war ein deutscher Politiker (NPD).

## Leben
Kübler war Inhaber einer Pension in Bad Herrenalb. Im Zweiten Weltkrieg wurde ihm als Angehöriger der Kavallerie der Wehrmacht das Eiserne Kreuz I. Klasse verliehen.
Kübler war Mitglied der NPD. Bei der Landtagswahl in Baden-Württemberg 1968 kandidierte er im Wahlkreis Calw. Er zog über ein Zweitmandat in den Landtag von Baden-Württemberg ein und gehörte diesem bis zum Ende der Legislaturperiode 1972 an.